# Anikó Kántor
Anikó Kántor, född 26 mars 1968 i Budapest, är en ungersk handbollstränare och före detta handbollsspelare (högersexa). Som spelare blev hon Europamästare och olympisk medaljör.

## Klubblagskarriär
Anikó Kántor började sin karriär i klubben Postás SE i Budapest. Vid 17 års ålder anslöt hon till Ferencvárosi TC varifrån hon fortsatte till Budapest Spartacus. 1989 skrev hon på för Vasas SC, med vilken hon blev ungersk mästare två gånger, och spelade också två gånger i Champions League-finalen. Efter Vasas flyttade hon åter till Ferencváros,  och blev ungersk mästare 1997 med den klubben.
Kántor spelade sedan för danska Randers HK från 1999 till 2002. 2001, under en match i danska ligan, drabbades hon av en korsbandsskada som hon inte kunde återhämta sig helt från och avslutade karriären 2002.

## Landslagskarriär
Kántor vann sin första mästerskapsmedalj i VM 1995 då Ungern kom till finalen. Tre år senare vid EM 1998 vann hon en bronsmedalj för att vid EM 2000 i Rumänien vinna guld med landslaget.
Hon ingick i det ungerska lag som tog OS-brons 1996 i Atlanta. och fick också OS-silver 2000 i Sydney. Hon har under tiden 1988 till 2000 spelat 121 matcher i Ungerns damlandslag i handboll och gjort 247 mål.

## Klubblagsmeriter
- EHF Champions League:  1993, 1994
- Ungerska mästerskapet:   1992, 1993 med Vasas SC och 1997 med Ferencvárosi TC.